# Рафінья (футболіст, 1996)
Рафаель Діас Беллолі (порт. Raphael Dias Belloli; нар. 14 грудня 1996 Порту-Алегрі, Бразилія), більш відомий як Рафінья (порт. Raphinha) — бразильський футболіст, вінгер клубу «Барселона» та збірної Бразилії.

## Ігрова кар'єра
Народився 14 лютого 1996 року в місті Порту-Алегрі. Вихованець юнацької команди «Аваї», з якої 2 лютого 2016 року за 2,7 мільйона бразильських реалів (600 тис. євро) перейшов у португальську «Віторію» (Гімарайнш), в якій провів два сезони, взявши участь у 55 матчах чемпіонату. У 2017 році став з командою фіналістом Кубка Португалії, а також забив єдиний гол своєї команди у програному «Бенфіці» (1:3) матчу на Суперкубок країни.
23 травня 2018 року за 6,5 мільйонів євро перейшов у «Спортінг», підписавши з новим клубом угоду на 5 років. За рік відіграв за лісабонський клуб 28 матчів у національному чемпіонаті та забив 6 голів.
2 вересня 2019 перейшов до французького «Ренна» за 21 мільйон євро, ставши другим найдорожчим гравцем в історії клубу після Лукаса Северіно.
15 липня 2022 року Рафінья підписав пʼятирічний контракт з клубом Ла Ліги «Барселона». 22 травня 2025 року він продовжив контракт з «Барселоною» до 30 червня 2028 року.
| Дата       | Місто         | Господарі      | Результат               | Гості          | Турнір                  | Голи | Примітки |
| ---------- | ------------- | -------------- | ----------------------- | -------------- | ----------------------- | ---- | -------- |
| 7-10-2021  | Каракас       | Венесуела      | 1 – 3                   | Бразилія       | Відбір до ЧС 2022       | -    | 46'      |
| 10-10-2021 | Барранкілья   | Колумбія       | 0 – 0                   | Бразилія       | Відбір до ЧС 2022       | -    | 61'      |
| 14-10-2021 | Манаус        | Бразилія       | 4 – 1                   | Уругвай        | Відбір до ЧС 2022       | 2    | 71'      |
| 11-11-2021 | Сан-Паулу     | Бразилія       | 1 – 0                   | Колумбія       | Відбір до ЧС 2022       | -    | 64'      |
| 16-11-2021 | Сан-Хуан      | Аргентина      | 0 – 0                   | Бразилія       | Відбір до ЧС 2022       | -    | 46'      |
| 27-1-2022  | Кіто          | Еквадор        | 1 – 1                   | Бразилія       | Відбір до ЧС 2022       | -    | 42' 63'  |
| 1-2-2022   | Белу-Оризонті | Бразилія       | 4 – 0                   | Парагвай       | Відбір до ЧС 2022       | 1    | 82'      |
| 2-6-2022   | Сеул          | Південна Корея | 1 – 5                   | Бразилія       | товариський матч        | -    | 78'      |
| 6-6-2022   | Токіо         | Японія         | 0 – 1                   | Бразилія       | товариський матч        | -    | 35' 63'  |
| 23-9-2022  | Гавр          | Бразилія       | 3 – 0                   | Гана           | товариський матч        | -    | 80'      |
| 27-9-2022  | Париж         | Бразилія       | 5 – 1                   | Туніс          | товариський матч        | 2    | 65'      |
| 24-11-2022 | Лусаїл        | Бразилія       | 2 – 0                   | Сербія         | ЧС 2022 - груповий етап | -    | 87'      |
| 28-11-2022 | Доха          | Бразилія       | 1 – 0                   | Швейцарія      | ЧС 2022 - груповий етап | -    | 73'      |
| 2-12-2022  | Лусаїл        | Камерун        | 1 – 0                   | Бразилія       | ЧС 2022 - груповий етап | -    | 79'      |
| 5-12-2022  | Доха          | Бразилія       | 4 – 1                   | Південна Корея | ЧС 2022 - 1/8 фіналу    | -    |          |
| 9-12-2022  | Ер-Раян       | Хорватія       | 1 – 1 д.ч. (4 – 2 п.п.) | Бразилія       | ЧС 2022 - чвертьфінал   | -    | 56'      |
| Усього     |               | Матчів         | 16                      |                | Голів                   | 5    |          |

## Досягнення
«Спортінг»
- Володар Кубка португальської ліги (1): 2018-19
- Володар Кубок Португалії (1): 2018-19

«Барселона»
- Чемпіон Іспанії (2): 2022-23, 2024-25
- Володар Суперкубка Іспанії (2): 2022, 2024
- Володар Кубка Іспанії (1): 2024-25